# Uniforme de la selección de fútbol de Camerún
Desde que la selección de Camerún fue formada ha jugado con los colores de su bandera: verde, rojo y amarillo, y el diseño se ha mantenido prácticamente toda su historia con algunas excepciones.
Desde el año 1998 hasta 2019 el uniforme fue proporcionado por la marca Puma. 
Desde fines de 2019 hasta 2022 su marca era Le Coq Sportif.
Actualmente la viste Fourteen.

## Uniformes Titular
| 1982-1984 | 1984-1986    | 1985-1990         | 1986-1988       | 1988-1990 | 1990-1993 | 1994-1996 | 1996-1998 | 1998-2000   |
| 2000-2002 | 2002         | Mundial 2002-2003 | Conf. 2003-2004 | 2004-2005 | 2006-2007 | 2008-2009 | 2010-2012 | 2012-2014   |
| 2014-2016 | 2015 Femenil | 2016-2018         | 2018-2019       | 2019      | 2021      | 2022      | 2022-2025 | 2025-actual |

## Uniformes Alternativo
| 1982-1985             | 1990-1993             | 1994-1996           | 1996-1998             | 1998-2000        | 2000-2002             | 2002             | 2002-2003        | Visita 2003-2004 |
| 2004-2005             | Alternativo 2004-2005 | Visitante 2006-2007 | Alternativo 2006-2007 | Visita 2008-2009 | Alternativo 2008-2009 | Visita 2010-2012 | Visita 2012-2014 | Visita 2014-2017 |
| Alternativo 2014-2017 | Suplente 2014-2017    | Visita 2015 Femenil | Visita 2016-2018      | Visita 2018-2019 | Alternativo 2018-2019 | Visita 2019      | Visita 2021      | Visita 2022      |
| Visita 2022           | Alternativo 2022      | Visita 2025         | Alternativo 2025      |                  |                       |                  |                  |                  |

## Proveedores
| Período       | Proveedor      |
| ------------- | -------------- |
| 1982-1987     | Le Coq Sportif |
| 1988-1993     | Adidas         |
| 1993-1995     | Mitre          |
| 1995-1996     | Lotto          |
| 1996-1998     | Adidas         |
| 1998-2019     | Puma           |
| 2019-2022     | Le Coq Sportif |
| 2022-2024     | One All Sports |
| 2025-Presente | Fourteen       |